# Taeniochorista nigrita
Taeniochorista nigrita är en näbbsländeart som beskrevs av Edgar F. Riek 1973. Taeniochorista nigrita ingår i släktet Taeniochorista och familjen Choristidae. Inga underarter finns listade i Catalogue of Life.